# Союз свободных каменщиков
«Союз свободных каменщиков» — строительная артель, существовавшая в Вологде в 1903—1907 годах, в создании которой приняли участие ссыльные члены Российской социал-демократической рабочей партии Анатолий Луначарский и Александр Богданов.

## История
В начале XX века большое влияние на жизнь вологодского общества оказывали политические ссыльные. В 1903 году техник земской управы Василий Марков через Ивана Ермолаева, фельдшера больницы в селе Кувшинове, где работал Богданов, познакомился с Луначарским и Богдановым. Луначарский, узнав от Маркова, что в Вологде много безработных строителей, предложил создать трудовую артель. В разработке устава участвовали Луначарский, Богданов, Марков, Ермолаев и десятник Константин Клепиков. Название «Союз свободных каменщиков» придумал Луначарский, а предположение, что такое название будет напоминать о масонстве, было им отвергнуто. Управление происходило на демократической основе: высшим органом являлось общее собрание артели, которое выбирало руководство. В артель входили каменщики, штукатуры, печники, всего около 200 человек. Артель строила больничный корпус в Кувшинове, запасные пути и гражданские постройки на станции Лежа, в 1905 году здание железнодорожной больницы, баню с прачечной на станции Вологда, в 1906 году дом для Страхового общества. С самого начала артель имела черты профсоюза. В апреле 1906 года, после введения «Временных правил о профессиональных обществах», она была оформлена как профсоюз. Борьба за улучшение условий жизни строителей привела к тому, что заработная плата строителей увеличилась в два раза. Члены артели участвовали в антиправительственных выступлениях, Марков писал и печатал прокламации. Артель распалась в 1907 году из-за внутренних и внешних причин, в частности под влиянием реакции, наступившей после поражения революции.